# John McQuilliam
John McQuilliam (* 3. August 1962 in Oldham, Lancashire, England) ist ein britischer Ingenieur, der derzeit als Chefdesigner für das Cadillac Formula 1 Team in der Formel-1-Weltmeisterschaft arbeitet.

## Leben
McQuilliam arbeitete in den späten 1980er-Jahren nach dem Abschluss seines Studiums an der University of Salford für die Rennställe Williams Racing und Arrows Grand Prix in der Entwicklung von Verbundwerkstoffen. Im Jahr 1991 wechselte er in den Bereich der Fahrzeugentwicklung und bekleidete bei Jordan Grand Prix sowie den kurzzeitig aktiven Nachfolgerennställen Midland F1 Racing und zuletzt Spyker F1 verschiedene Rollen, ab 2001 als Chefdesigner der Teams. Nachdem es Probleme mit der Fertigstellung eines neuen Fahrzeuges gab, trennte sich der in wirtschaftlichen Problemen steckende Rennstall im Spätsommer 2007 von McQuilliam.
Zwischen 2009 und 2014 war McQuilliam Mitarbeiter bei Wirth Research Ltd. des Simtek-Gründers Nick Wirth und dort an der Entwicklung der Fahrzeuge von Virgin Racing und Marussia F1 Racing beteiligt. 2015 trat er dem inzwischen als Manor Racing gemeldeten Rennstall als Technischer Direktor bei. Die Rennwagen Marussia MR03 und Manor MRT05 entstanden unter seiner Regie. Nach dem Konkurs des Teams Anfang 2017 nahm McQuilliam eine Stelle bei Prodrive an und arbeitete dort wieder als Ingenieur für Verbundwerkstoffe.
2024 wurde McQuilliam von Andretti Global als Chefdesigner für das geplante Formel-1-Projekt unter Vertrag genommen. Nach dem Verkauf des Rennstalls an die Holding TWG Global blieb er in dieser Position und bekleidet diese Rolle nun beim zur Formel-1-Saison 2026 neu einsteigenden Cadillac Formula 1 Team.